# Mozartova (Plzeň)
Mozartova je ulice v plzeňské části Bolevec, v městském obvodu Plzeň 1. Spojuje ulici Lidickou s ulicí Pod Mikulkou. Nachází se mezi ulicemi Josefa Lady a Otakara Březiny. Z jihu do ulice vstupuje ulice Viléma Brodka, ze severu Jakuba Jana Ryby, Janáčkova a Pod Stráží. Jména dostala po klasicistním hudebním skladateli a klavírním virtuosovi Wolfgangu Amadeovi Mozartu. V dobách socialismu byla ulice pojmenována Frunzeho po sovětském politiku a vojenském činiteli Michailu Vasiljevičovi Frunzemu. Veřejná doprava ulicí neprochází, avšak je situována do zastávky Mozartova na Lidickou třídu. U křižovatky s Lidickou leží manipulační tramvajová smyčka. Na jaře 2011 proběhla renovace chodníků, vozovky a parkovacích míst v úseku od křižovatky s Janáčkovou ulicí až k Lidické třídě. Od budovy Českého hydrometeorologického ústavu vedou schody do aleje Svobody před lochotínskou nemocnici.

## Firmy a instituce
- Český hydrometeorologický ústav v Plzni, Mozartova 1237/41[4]
- Pivovar Raven, Mozartova 132/1